# 음력 7월 22일
음력 7월 22일은 음력 7월의 22번째 날이다.

## 탄생
- 1978년 - 대한민국의 가수 조정치.

## 사망
- 기원전 210년 - 중국의 초대 황제 진 시황제.
- 2008년 - 대한민국의 배우 안재환.

## 같이 보기
- 음력 360일: 1월 2월 3월 4월 5월 6월 7월 8월 9월 10월 11월 12월
- 전날:7월 21일 다음날:7월 23일 - 전달:6월 22일 다음달:8월 22일
- 양력:7월 22일
- 음력, 윤달